# Dee-Ann Kentish-Rogers
Dee-Ann Kentish-Rogers (sinh ngày 13 tháng 1 năm 1993) là một mô hình của Anh, cuộc thi sắc đẹp Hoa hậu và cựu vận động viên những người đã được trao vương miện là Hoa hậu Hoàn vũ Vương quốc Anh 2018 và đại diện cho Vương quốc Liên hiệp Anh và Bắc Ireland tại Hoa hậu Hoàn vũ 2018. Cô là người phụ nữ da đen đầu tiên đại diện cho Vương quốc Anh tại một cuộc thi Hoa hậu Hoàn vũ.

## Cuộc sống cá nhân
Cô tốt nghiệp ngành Luật của Đại học Birmingham, đồng thời là nữ hoàng sắc đẹp và luật sư, Kentish-Rogers cũng là một vận động viên thành đạt, từng thi đấu tại Đại hội Thể thao Khối thịnh vượng chung 2014. Cô ấy là một heptathlete  và đã chạy trong 400 mét ở Ấn Độ vào năm 2010 và thi đấu ở môn heptathlon ở Scotland vào năm 2014. Cô có di sản Anguilla và dành thời gian giữa Vương quốc Anh và Lãnh thổ hải ngoại của Anh ở Caribbe. Hội đồng du lịch Anguilla là một trong những nhà tài trợ chính của cô.